# Amstel Gold Race femenina 2018
La 5.ª edición de la Amstel Gold Race femenina se celebró el 15 de abril de 2018 sobre un recorrido de 121,6 km con inicio en la ciudad de Maastricht y final en la ciudad de Valkenburg aan de Geul en los Países Bajos.
La carrera hizo parte del UCI WorldTour Femenino 2018 como competencia de categoría 1.WWT del calendario ciclístico de máximo nivel mundial siendo la séptima carrera de dicho circuito y fue ganada por la ciclista neerlandesa Chantal Blaak del equipo Boels-Dolmans. El podio lo completaron la también neerlandesa Lucinda Brand del equipo Sunweb y la
australiana Amanda Spratt del equipo Mitchelton-Scott.

## Equipos
Tomaron parte en la carrera un total de 22 equipos invitados por la organización, todos ellos de categoría UCI Team Femenino, quienes conformaron un pelotón de 132 ciclistas de los cuales terminaron 89.
| Equipos femeninos (22)- Alé Cipollini - Aromitalia Vaiano - Astana Women's - Boels Dolmans - BTC City Ljubljana - Canyon-SRAM Racing - Cervélo Bigla - Cylance - Doltcini-Van Eyck Sport - Experza-Footlogix - FDJ-Nouvelle Aquitaine-Futuroscope - Hitec Products-Birk Sport - Lotto Soudal Ladies - Mitchelton-Scott - Movistar Team - Parkhotel Valkenburg-Destil - Sunweb - Trek-Drops - Valcar PBM - Virtu - WaowDeals - Wiggle High5 |
| |

## Clasificaciones finales
Las clasificaciones finalizaron de la siguiente forma:

### Clasificación general
| \| Clasificación general \| Clasificación general \| Clasificación general \| Clasificación general \| Clasificación general \| \| Ciclista \| Ciclista \| Equipo \| Tiempo \| \| \| --------------------- \| --------------------- \| --------------------- \| --------------------- \| --------------------- \| \| 1.ª \| Chantal Blaak \| Boels Dolmans \| 3 h 24 min 17 s \| \| \| 2.ª \| Lucinda Brand \| Sunweb \| + 0 s \| \| \| 3.ª \| Amanda Spratt \| Mitchelton-Scott \| + 3 s \| \| \| 4.ª \| Riejanne Markus \| WaowDeals \| + 4 s \| \| \| 5.ª \| Alexis Ryan \| Canyon-SRAM Racing \| + 6 s \| \| \| 6.ª \| Audrey Cordon-Ragot \| Wiggle High5 \| + 14 s \| \| \| 7.ª \| Giorgia Bronzini \| Cylance \| + 41 s \| \| \| 8.ª \| Lotta Lepistö \| Cervélo Bigla \| + 56 s \| \| \| 9.ª \| Eugenia Bujak \| BTC City Ljubljana \| + 1 min 30 s \| \| \| 10.ª \| Marianne Vos \| WaowDeals \| + 1 min 30 s \| \| |                     |                    |                 |
| |                     |                    |                 |
| Fuentes: ProCyclingStats Cycling Quotient |                     |                    |                 |
| Clasificación general |                     |                    |                 |
| Ciclista | Ciclista            | Equipo             | Tiempo          |
| 1.ª | Chantal Blaak       | Boels Dolmans      | 3 h 24 min 17 s |
| 2.ª | Lucinda Brand       | Sunweb             | + 0 s           |
| 3.ª | Amanda Spratt       | Mitchelton-Scott   | + 3 s           |
| 4.ª | Riejanne Markus     | WaowDeals          | + 4 s           |
| 5.ª | Alexis Ryan         | Canyon-SRAM Racing | + 6 s           |
| 6.ª | Audrey Cordon-Ragot | Wiggle High5       | + 14 s          |
| 7.ª | Giorgia Bronzini    | Cylance            | + 41 s          |
| 8.ª | Lotta Lepistö       | Cervélo Bigla      | + 56 s          |
| 9.ª | Eugenia Bujak       | BTC City Ljubljana | + 1 min 30 s    |
| 10.ª | Marianne Vos        | WaowDeals          | + 1 min 30 s    |

## UCI WorldTour Femenino
La Amstel Gold Race femenina otorga puntos para el UCI WorldTour Femenino 2018 y el UCI World Ranking Femenino, incluyendo a todas las corredoras de los equipos en las categorías UCI Team Femenino. Las siguientes tablas muestran el baremo de puntuación y las 10 corredoras que obtuvieron más puntos:
| Posición   | 1.ª | 2.ª | 3.ª | 4.ª | 5.ª | 6.ª | 7.ª | 8.ª | 9.ª | 10.ª | 11.ª | 12.ª | 13.ª | 14.ª | 15.ª | 16.ª-30.ª | 31.ª-40.ª |
| Puntuación | 200 | 150 | 125 | 100 | 85  | 70  | 60  | 50  | 40  | 35   | 30   | 25   | 20   | 15   | 10   | 5         | 3         |

| Clasificación |                  |                    |        |
| Posición      | Ciclista         | Equipo             | Puntos |
| ------------- | ---------------- | ------------------ | ------ |
| 1.ª           | Chantal Blaak    | Boels-Dolmans      | 200    |
| 2.ª           | Lucinda Brand    | Sunweb             | 150    |
| 3.ª           | Amanda Spratt    | Mitchelton-Scott   | 125    |
| 4.ª           | Riejanne Markus  | WaowDeals          | 100    |
| 5.ª           | Alexis Ryan      | Canyon SRAM Racing | 85     |
| 6.ª           | Audrey Cordon    | Wiggle High5       | 70     |
| 7.ª           | Giorgia Bronzini | Cylance            | 60     |
| 8.ª           | Lotta Lepistö    | Cervélo-Bigla      | 50     |
| 9.ª           | Eugenia Bujak    | BTC City Ljubljana | 40     |
| 10.ª          | Marianne Vos     | WaowDeals          | 35     |